# Zlatan Stipišić Gibonni

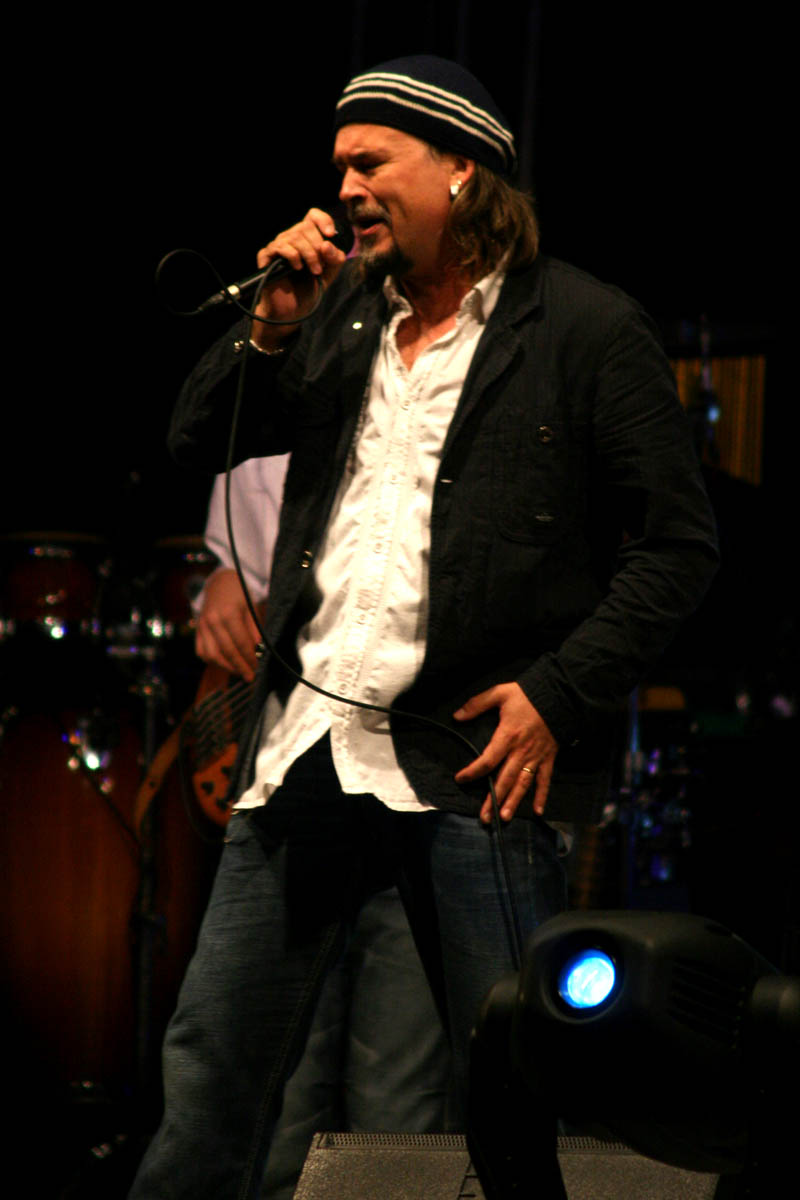
Zlatan Stipišić Gibonni (2007)

Zlatan Stipišić Gibonni (* 13. August 1968 in Split, SFR Jugoslawien) ist ein kroatischer Musiker und Komponist.

## Leben und Karriere
Während seiner Schulzeit begann Gibonni, mit verschiedenen Bands aus Split aufzutreten. Die bekannteste Band war Osmi Putnik. Zwischen seinem 16. und 19. Lebensjahr wirkte er hier als Sänger und Komponist mit. In dieser Zeit brachte die Band drei Alben heraus. Als die Band sich auflöste, wurde er Mitglied der Heavy-Metal-Band Divlje Jagode, hier erhielt er von Zele Lipovača, dem Leadgitarristen der Band seinen Spitznamen Gibonni. Er verließ die Band und verbrachte die Jahre 1989 und 1990 in Berlin, als Mitglied der Band V2. Während dieser Zeit entstand das Album Out to lunch.
Nach seiner Rückkehr nach Split begann er seine Arbeit als Komponist. Er komponierte u. a. Lieder für Dino Dvornik, Oliver Dragojević und Tedi Spalato. 1994 wurde Oliver Dragojević für das von Gibonni komponierte Lied mit dem Porin, in den Kategorien Hit des Jahres sowie Beste männliche Ausführung ausgezeichnet. Die letztere Auszeichnung erhielt der Interpret 1995 erneut und ist der einzige Musiker, der für den gleichen Titel in zwei verschiedenen Jahren ausgezeichnet wurde.
Sein erstes eigenes Album Sa mnom ili bez mene erschien 1991. Am 9. September 2000 produzierte er in Zusammenarbeit mit der kroatischen Telekom (HT) das HTisdn Millennium Koncert. Bei diesem, multimedialen Ereignis, trat Gibonni live in Rijeka auf. Gleichzeitig wurde aus Zagreb Vlatko Stefanovski, ein Gitarrist aus Jugoslawien, und aus Split die Klapa Cambi ebenfalls live zugeschaltet. Das Konzert wurde im Internet übertragen.
Zlatan Stipišić Gibonni ist seit dem 9. Juli 2003 nationaler UNICEF-Botschafter für Kroatien.
Seine im Jahr 2011 gestartete Tournee „Toleranca“, schloss er mit einem Auftritt vor 10.000 Zuschauern im Amphitheater Pula ab.

## Diskografie

### Alben
- 1991: Sa mnom ili bez mene (Croatia Records)
- 1993: Noina arka (Croatia Records)
- 1994: Kruna od perja (Croatia Records)
- 1997: Ruža vjetrova (Croatia Records)
- 1999: Judi, zviri i beštimje (Dallas Records, s.i.n.)
- 2001: Mirakul (Dallas Records)
- 2006: Unca fibre (Dallas Records)
- 2010: Toleranca (Dallas Records)
- 2012: 20th Century Man (Dallas Records)
- 2016: Familija

### EPs
- 2021: U Po' Ure

### Live-Alben
- 1996: Koncert (Croatia Records)
- 2000: HTisdn Millennium Koncert (Dallas Records)
- 2003: Svi moji punti kad se zbroje (Dallas Records)
- 2004: ZG Mirakul live (Dallas Records)
- 2007: Acoustic:Electric (Dallas Records)
- 2013: Live

### Kompilationen
- 1999: 24 Karata / 18 Velikih (Croatia Records)

### Singles (Auswahl)
- 1999: Činim Pravu Stvar
- 1999: Judi, Zviri I Beštimje
- 2001: Libar
- 2001: Mirakul
- 2016: Sreća (mit Oliver Dragojević)
- 2016: Nisi više moja bol
- 2016: Onako od oka
- 2021: Kiša (Z’naab)